# Église Saint-Jean-le-Précurseur (Nesvetaï)
Pour les articles homonymes, voir Église Saint-Jean.
L’église Saint-Jean-le-Précurseur (en arménien : Սուրբ Կարապետ եկեղեցի, en russe : Церковь Святого Иоанна Предтечи ou Церковь Сурб Карапет) est une église construite de 1858 à 1870 de l’Église apostolique arménienne située à Nesvetaï (oblast de Rostov).

## Histoire
Depuis la fin du XVIIIe siècle une importante communauté arménienne venant de Crimée est installée aux alentours de l’embouchure du Don. À côté de la ville de Nakhitchevan-sur-le-Don (devenue en 1928 un quartier de Rostov-sur-le-Don) les Arméniens ont également fondé une série de villages, dont Nesvetaï en 1780.
Une première église Saint-Jean-le-Précurseur est érigée en 1790. En 1837 le marchand de première guilde de Nakhitchevan Makhtessi Karapet Tonikian demande l’autorisation de construire sur ses fonds propres une nouvelle église pour remplacer l’ancienne en mauvais état. Les travaux débutent en 1858 mais sont interrompus en 1866 par la mort de Tonikian. Ce dernier demande dans son testament d’achever la construction avec les matériaux qu’il avait acquis au préalable. En 1870 les travaux sont terminés.
Dans les années 1930 l’église est désaffectée. Elle est endommagée lors des combats de la Seconde Guerre mondiale.
L’église est classé comme monument historique en 1992 mais est dans un état délabré nécessitant une rénovation capitale.